# Armida, il dramma di una sposa
Armida, il dramma di una sposa è un film del 1970 diretto da Bruno Mattei, sotto lo pseudonimo Jordon B. Matthews noto anche con il titolo La calda voglia. Il film segna il debutto alla regia di Bruno Mattei.

## Trama
Il soldato Alessio non è in grado di resistere agli orrori della guerra e fugge dal suo reparto. Incontra una giovane donna, Armida, che si innamora di lui. Armida nasconde Alessio nella sua casa, dove vivono anche suo marito e sua cugina Lisa. Alessio e Armida hanno una relazione segreta. Anche Lisa si innamora del disertore Alessio, ma lui la rifiuta. Lisa inizia a odiare Armida e la situazione diventa insostenibile.

## Produzione
Armida è un remake del film greco O lipotaktis (1970, regia di Christos Kefalas), di cui Mattei aveva curato il montaggio e sosteneva di aver girato numerose sequenze. Secondo altre fonti, Armida sarebbe solo un rimontaggio di O lipotaktis.

## Distribuzione
Il film è stato distribuito il 3 febbraio 1970 con il divieto per i minori di anni 18. Il manifesto italiano è stato realizzato da Mario De Berardinis.
Il film tradotto in inglese fu distribuito con il titolo The Hot Desire.

## Accoglienza
Il film è stato definito "dramma morboso" di stampo erotico, "film dai propositi pacifisti", "film d'arte (...) di ambientazione torbida", "melodramma romantico". Il Morandini gli assegna due stelle.